# Specialista (film, 1994)
Specialista (v anglickém originále The Specialist) je peruánsko-americký filmový thriller z roku 1994, který natočil režisér Luis Llosa. V hlavních rolích vystupují Sylvester Stallone, Sharon Stoneová a James Woods. Ačkoli se film příliš nestřetl s uznáním filmových kritiků, odnesl si solidní komerční úspěch.
Soundtrack k filmu obsahoval hit Turn the Beat Around od Glorie Estefan.

## Herecké obsazení
- Sylvester Stallone − Ray Quick
- Sharon Stone − May Munro / Adrian Hastingsová
- James Woods − Ned Trent
- Eric Roberts − Tomas Leon
- Rod Steiger − Joe Leon

## Děj
Rok 1984. Agenti CIA a specialisté na výbušniny Ray Quick se svým podřízeným, Nedem Trentem, mají za úkol zlikvidovat v Bogotě jihoamerického drogového dealera. V automobilu je však s ním i malé děvčátko. Quick chce misi přerušit, ale  kvůli Trentovi vozidlo exploduje a kromě dealera zahyne i holčička. Rozzuřený Quick Trenta zmlátí a po návratu do USA zařídí jeho vyhazov. Sám pak rezignuje.
Později pracuje Ray v Miami na Floridě jako nájemný zabiják. Vede osamělý život v utajení a bere zakázky, které ho zaujmou. Dokáže pomocí výbušnin zlikvidovat cíl a zároveň si dává mimořádný pozor, aby se nic nestalo nevinným lidem.

Přijme zakázku ženy jménem May Munro, které zabil oba rodiče Tomas Leon se svými muži. Otcem Tomase je Joe Leon, hlava rodiny a mocné mafie. May se hodlá pomstít a touží zničit vrahy svých rodičů. Ray si ji nenápadně proklepne, imponuje mu její rozhodnutí pomstít se ať již s jeho pomocí či bez ní. May se infiltruje do Tomasovy blízkosti pod identitou Adrian Hastingsová. Jako Tomasova přítelkyně 
sleduje veškeré dění přímo z centra, ačkoli je jí přetvařování odporné.
Pro Joea nyní pracuje jako šéf ochranky Ned Trent. Jakmile začne Ray Quick odstraňovat Leonovy muže jednoho po druhém, je mu záhy jasné, že je za tím jeho bývalý nadřízený ze CIA. I Trent se touží pomstít za vyhazov z americké zpravodajské služby. Quick naaranžuje smrtící past na Tomase. Exploze, která Tomase zabije, vyvolá zdání, že zabila i May. Rozrušený Joe Leon si předvolá Neda a oznámí mu ultimátum: buď okamžitě vypátrá Quicka, nebo bude ležet v rakvi stejně jako jeho syn Tomas.
Na pohřbu Adrian Hastingsové Ray zjistí, že je May naživu. Po milostné scéně v hotelu Fontainebleau Miami Beach May odchází. V hotelovém lobby ji přistihne Ned, který se dopátral, že je ve spojení s Rayem Quickem. May ještě na toaletě stihne varovat Raye, který v rychlosti nastraží bombu. Ta vybuchne zrovna když Leonovi zabijáci prohledávají hotelový pokoj. Celá místnost se utrhne od budovy a zřítí se do oceánu. 
Ned před Joem vymyslí plán, jak vylákat s využitím May Raye z úkrytu. May ho má nalákat do rybí restaurace. Opět se jí podaří ho díky kódované zprávě varovat, že jde o léčku. Když May vejde do restaurace, ta zanedlouho exploduje. Ray s May uprchnou na rychlém člunu do jeho úkrytu ve skladišti. Trent však vysleduje jejich polohu a další den s pomocí policie skladiště obklíčí. V závěrečném zúčtování jsou Ray a May zahnáni do kouta. Ned je pronásleduje, ale doplatí na vlastní aroganci a zemře, když šlápne na bombu. Celý sklad vyleti do povětří v efektním řetězci výbuchů, zatímco Ray a May uniknou nepozorováni tunelem.
Další den si Joe Leon čte v novinách o explozích ve skladišti. Děkuje Bohu za pomstu Rayovi Quickovi a May Munro. Pak otevře doručenou poštu a najde v ní náhrdelník s fotografií rodičů May. Jakmile zjistí, že se jedná o nastraženou bombu, Boha proklíná. Nic mu to není platné, náhrdelník exploduje a Joe umírá. Ray s May odjíždí, aby někde začali společný život.